# Heinrich Homann

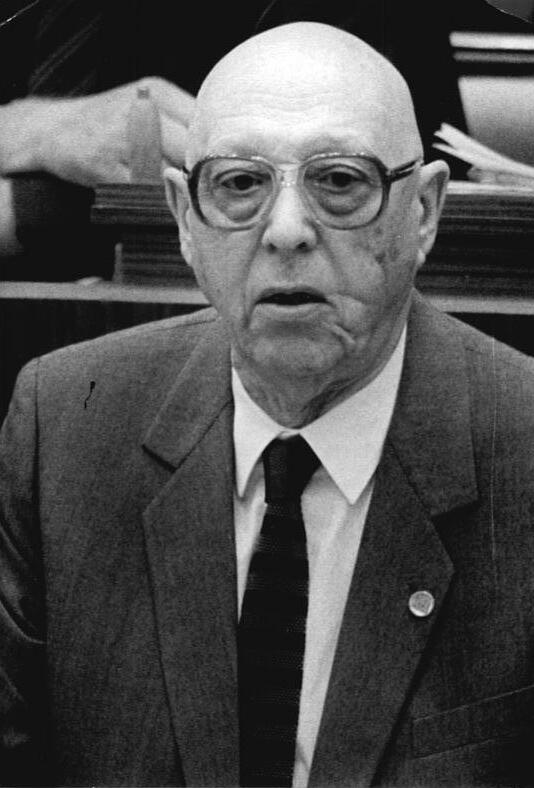
Heinrich Homann (1986)

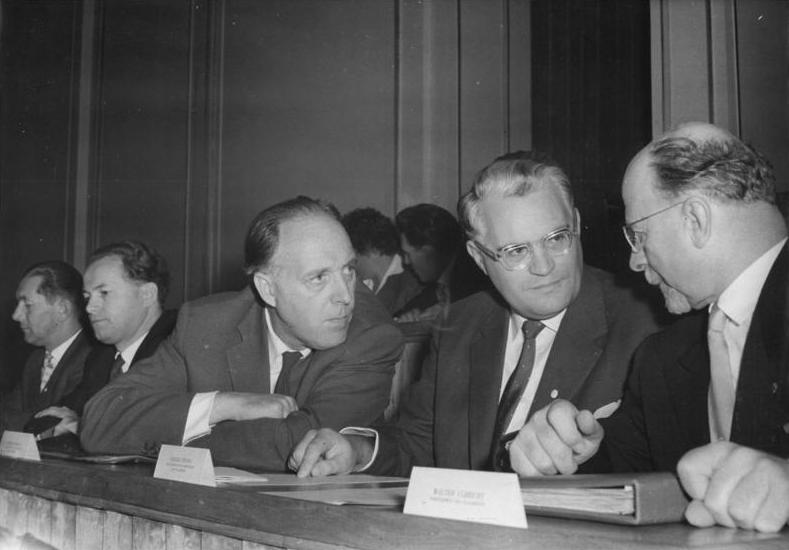
Homann (l.) zusammen mit Gerald Götting und Walter Ulbricht in der Volkskammer, Oktober 1960

Heinrich Homann (* 6. März 1911 in Bremerhaven; † 4. Mai 1994 in Berlin) war ein deutscher Offizier, Politiker und Funktionär. Von 1972 bis 1989 war er Vorsitzender der National-Demokratischen Partei Deutschlands (NDPD), einer DDR-Blockpartei.

## Leben
Als Sohn eines Reedereidirektors studierte Homann nach dem Abitur ab 1929 Rechtswissenschaft an der Eberhard Karls Universität Tübingen, der Friedrich-Schiller-Universität Jena, der Georg-August-Universität Göttingen und der Universität Hamburg. Er wurde Mitglied der Corps Thuringia Jena (1930) und Brunsviga Göttingen. Aus seinen Mensuren trug er deutlich sichtbare Schmisse davon. Einen regulären Studienabschluss erlangte er nicht.
Er trat zum 1. Mai 1933 in die NSDAP (Mitgliedsnummer 3.279.531) und 1934 als Berufssoldat in die Reichswehr ein. In die Wehrmacht übernommen, wurde er 1937 Leutnant und später Major. Im Zweiten Weltkrieg geriet er 1943 als Abteilungskommandeur des Artillerieregiments 83 in der Schlacht um Stalingrad in sowjetische Kriegsgefangenschaft. Er trat dem Bund Deutscher Offiziere bei und besuchte die Zentrale Antifa-Schule in Krasnogorsk. Er gehörte zu den Gründern des Nationalkomitees Freies Deutschland und arbeitete an dessen Sender „Freies Deutschland“ und der gleichnamigen Zeitung mit.

## Karriere in der DDR
Homann kehrte 1948 nach Deutschland zurück und trat der neu gegründeten NDPD bei, die ehemalige Wehrmachtsoffiziere und NSDAP-Mitglieder an die DDR und ihr politisch-ideologisches System binden sollte. Von 1952 bis 1967 war er stellvertretender Vorsitzender der NDPD. 1972 wurde er Vorsitzender der Partei.
1948 kam er als Mitarbeiter zur Landesregierung Mecklenburg. Er wurde Abgeordneter der Volkskammer (1949), Präsidiumsmitglied des Nationalrats der Nationalen Front (DDR) (1957) und stellvertretender Vorsitzender des Staatsrates der DDR (1960).
Im Jahr 1964 erfolgte die Promotion A an der Martin-Luther-Universität Halle-Wittenberg und 1971 die Berufung zum Honorarprofessor an der Deutschen Akademie für Staats- und Rechtswissenschaft (DASR) „Walter Ulbricht“.
Von 1960 bis 1986 amtierte Homann als stellvertretender Vorsitzender des Volkskammerausschusses für Nationale Verteidigung. Am 17. November 1989 wurde er aus dem Staatsrat abberufen und einen Monat später aus der Partei ausgeschlossen.
In der DDR erhielt er zahlreiche Auszeichnungen, darunter 1969 die Ehrenspange zum Vaterländischen Verdienstorden in Gold und 1986 den Karl-Marx-Orden.
Vor der Wende wollte oder konnte Homann keinen Kontakt zu seinen Corpsbrüdern halten. Nach der Wiedervereinigung wollte er sich wieder am Leben seiner Corps beteiligen, wurde 1992 aber von Thuringia Jena dimittiert. Brunsviga leitete ein Ehrenverfahren ein, woraufhin er 1993 das Braunschweigerband niederlegte. Er wurde als „ausgeschieden“ gemeldet.

## Auszeichnungen
- 6. Mai 1955 Vaterländischer Verdienstorden in Silber
- 1955 Deutsche Friedensmedaille
- 1985 Medaille „40. Jahrestag des Sieges im Großen Vaterländischen Krieg 1941–1945“[7]
- 1986 Karl-Marx-Orden (1986)

## Werke
- Das zweite Jahr der National-Demokratischen Partei Deutschlands. Rede auf dem 2. Parteitag der National-Demokratischen Partei Deutschlands in Leipzig vom 15.-17. Juni 1950. Verlag der Nation, Berlin 1950.
- Generalfeldmarschall Friedrich Paulus. Worte des Gedenkens. Nationale Front des demokratischen Deutschland, Berlin 1957.
- Auf Ehre und Gewissen. Vom Sinn einer Wandlung. Verlag der Nation, Berlin 1963.
- Die politisch-ideologische Konzeption des Nationalkomitees „Freies Deutschland“ für die Lösung der nationalen Frage. Halle 1964[8]
- Die NDPD Mitgestalter der entwickelten sozialistischen Gesellschaft in der DDR. Aus Reden und Beiträgen. 1971-1985. Verlag der Nation, Berlin 1986.